# ایواکی، فوکوشیما
ایواکی در استان فوکوشیما در کشور ژاپن واقع شده‌است که دارای جمعیت ۳۴۹٬۹۴۷ نفر و مساحت ۱٬۲۳۱٫۳۴ کیلومتر مربع با تراکم جمعیت ۲۸۴ نفر در کیلومترمربع است و در تاریخ ۱ اکتبر ۱۹۶۶ به عنوان شهر شناخته شد.

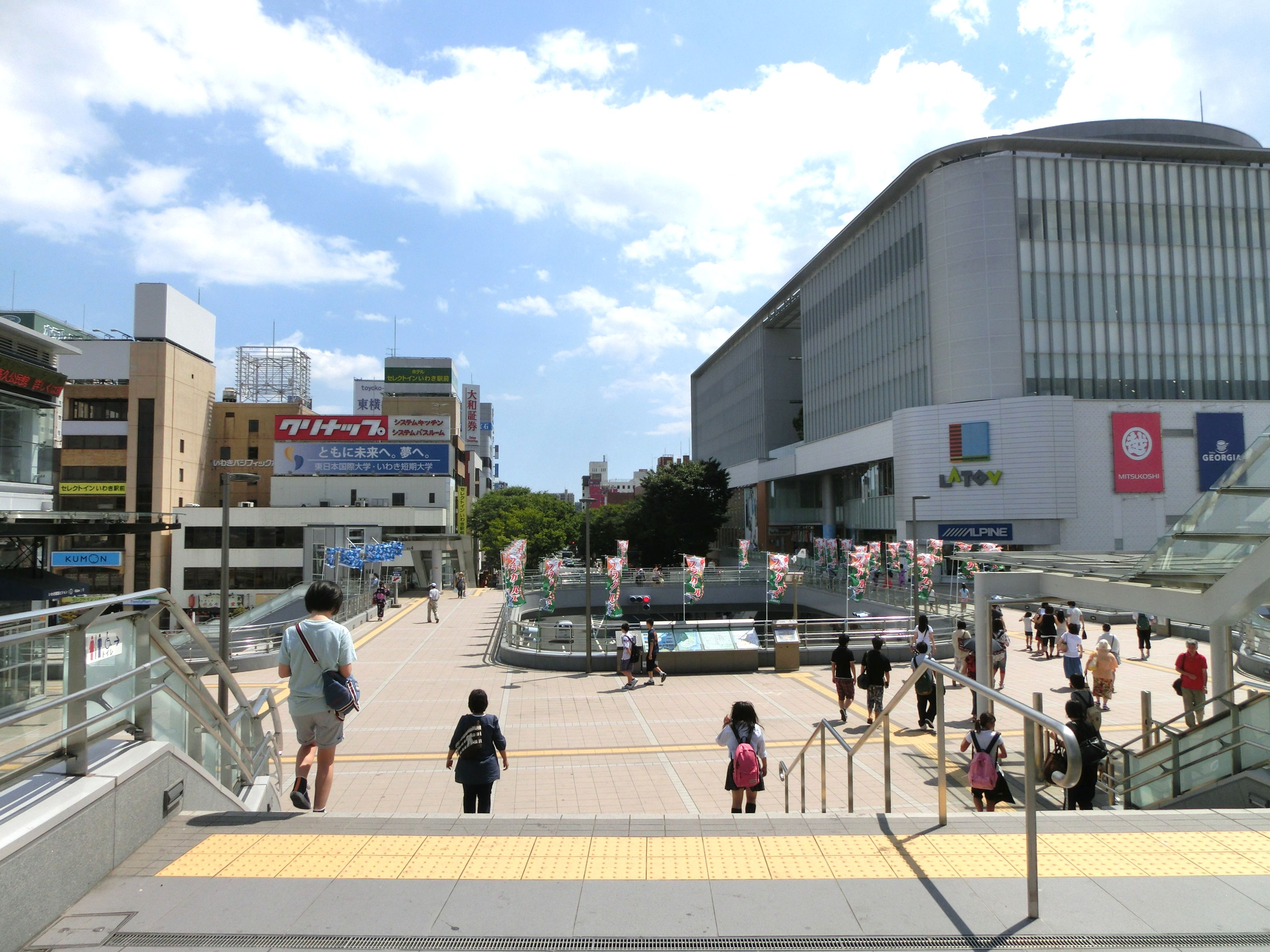
مرکز شهر ایواکی
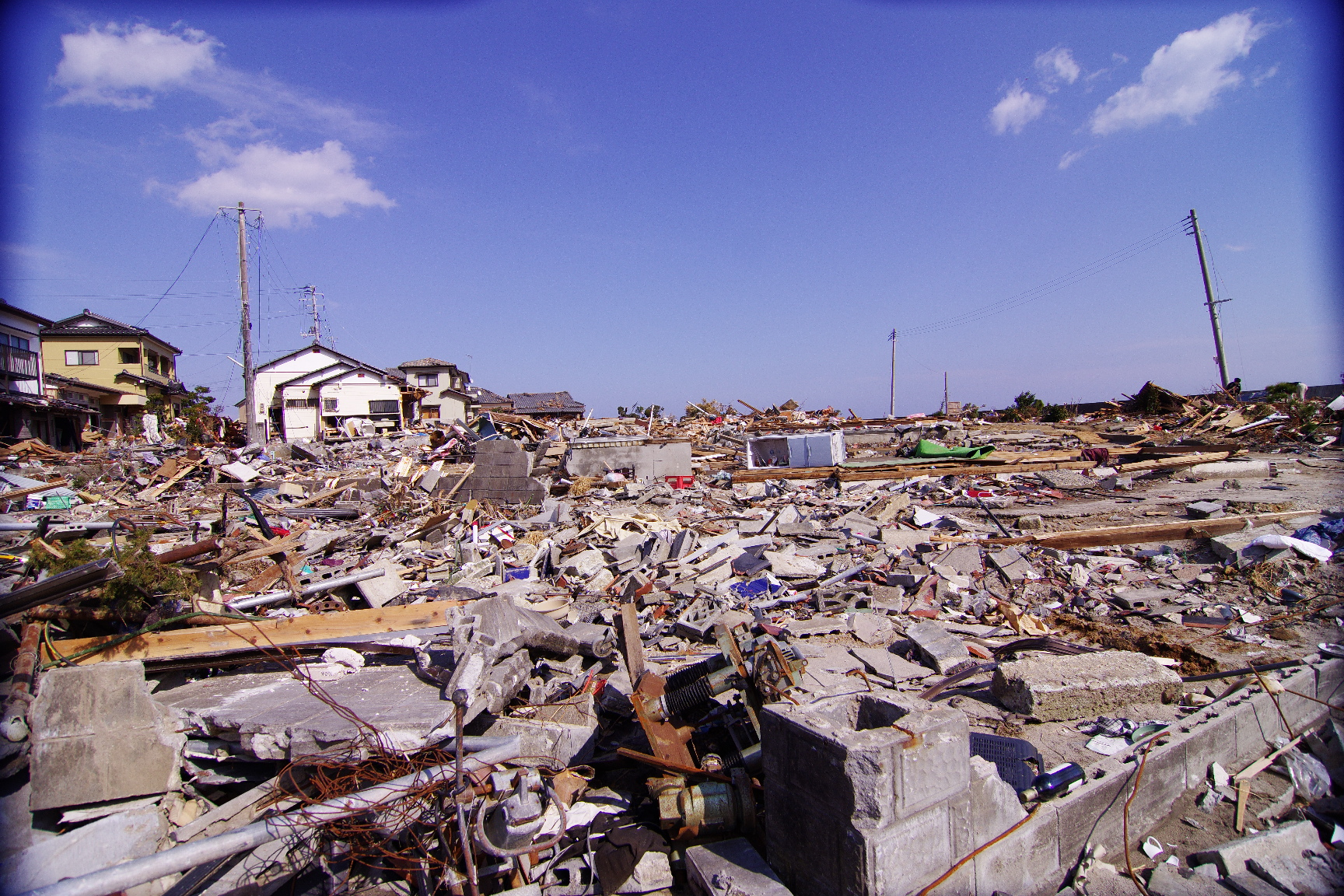
شهر ایواکی بعد از سونامی